# Eremisca trivialis
Eremisca trivialis är en tvåvingeart som beskrevs av Pavel Lehr 1987. Eremisca trivialis ingår i släktet Eremisca och familjen rovflugor.
Artens utbredningsområde är Kazakstan. Inga underarter finns listade i Catalogue of Life.